# Galaxie naine spirale
Une galaxie naine spirale est une version naine d'une galaxie spirale. Les galaxies naines sont caractérisées comme ayant une luminosité basse, un petit diamètre (moins de 5 kpc), une faible luminosité de surface, et une masse d'hydrogène faible. Ces galaxies peuvent être considérées comme une sous-classe des galaxies à faible brillance de surface.
Les galaxies naines spirales, en particulier celles ne possédant pas de barre centrale (Sa à Sc dans la séquence de Hubble), sont assez rares. En comparaison, les galaxies naines elliptiques, les galaxies naines irrégulières, et les versions naines des galaxies de type Sm (qui peuvent être considérées comme transitoires entre les galaxies spirales et les galaxies irrégulières en termes de morphologie) sont très communes

## Localisation
Les galaxies spirales naines les plus communes sont situées en dehors d'un groupe de galaxies. Les fortes interactions gravitationnelles entre les galaxies d'un groupe et les interactions entre les milieux intra-amas et ces galaxies sont susceptibles de détruire les disques de la plupart des galaxies naines spirales,.. Cependant, des galaxies naines avec des structures en forme de spirale ont bien été identifiées dans l'Amas de la Vierge et l'Amas de la Chevelure de Bérénice,,,.